# Акатлан (муниципалитет Веракруса)
Акатлан (исп. Acatlán) — муниципалитет в Мексике, штат Веракрус, расположен в Столичном регионе штата. Административный центр — город Акатлан.

## История
Муниципалитет был образован в 1955 году.

## Состав
В 2010 году в состав муниципалитета входило 9 населённых пунктов. Крупнейшие из них:
| Русское название       | Испанское название              | Население, 2010 год |
| Всего в муниципалитете | Всего в муниципалитете          | 8223                |
| Акатлан                | Acatlán                         | 2929                |
| Вейнтикуатро           | Veinticuatro                    | 115                 |
| План-дель-Пино         | Plan del Pino (Plan del Coyote) | 38                  |

## Экономика
Экономика муниципалитета основана на выращивании маиса.